# شانتال
شانتال هي مدينة من مدن هايتي. يبلغ عدد سكانها 31,030 نسمة وذلك حسب إحصائيات سنة 2009.